# Кобія (риба)
Кобія (Rachycentron canadum) — єдиний вид риби монотипного роду Кобія родини Кобієві ряду окунеподібних. Інші назви «лінг», «лимонна риба», «чорний лосось», «чорна королівська риба», «риба-сержант», «риба-крабоїд» (в Австралії), «бігун», «кабіо», «ка боп» (у В'єтнамі). У перекладі з грецької назва означає «хребет, що жалить».

## Опис
Загальна довжина сягає 2 м при максимальній вазі 78 кг. Має довге, в формі шпинделя форму з широкою пласкою головою. Очі маленькі. Нижня щелепа трохи більше верхньої, виступає трохи вперед. Тулуб гладенький. Грудні плавці розташовано горизонтально, що робить їх схожими на акул. Спинний плавець добре розвинений, гострий шипастий, складається з 3 жорстких та 26-33 м'яких променів. Анальний плавник трохи коротше — 2-3 жорстких і 22-28 м'яких променів. Хвостовий плавець має форму півмісяця, з трохи довшою верхньою лопаттю.
Забарвлення темно-коричневого кольору (іноді з оливково-зеленим відтінком) з білими ділянками на череві. Черево має брудно-білий колір. Уздовж боків проходять три темні поздовжні смуги.

## Поширення
Розповсюджена в Тихому (від Перської затоки до узбережжя Австралії та Японії) й Атлантичному океані (Карибське море), в місцях, де температура води не опускається нижче +24 градусів. Найбільші представники були спіймані в теплих водах неподалік від Австралії.

## Спосіб життя
Мешкає у верхніх і середніх шарах води. Тримається зазвичай поодинці, за винятком періоду розмноження, коли збираються в зграї на коралових рифах, затонулих суднах і в мангрових заростях. Під час нересту може заходити в бухти і порти, наближаючись близько до берега. Надзвичайно допитлива. Відомі випадки, коли слідувала за спійманої на спінінг рибою. Наділена жорстким ударом і схильна до довгих, сильних, рішучих пробігів і випадкових стрибків. Живиться пелагічною рибою, крабами, кальмарами, рештками, що залишаються після полювання великих акул, тому часто є сусідами з останніми.
Статева зрілість у самців настає у 2 роки, у самиць — 3 роки. Нерест відбувається з квітня по вересень. Самиця відкладає багато дрібної ікри діаметром 1,2 мм. Здатна відкладати ікру протягом нересту 30 разів. В перший рік сягає 8 кг.
Тривалість життя становить 15-16 років.
Є об'єктом спортивного рибальства в Перській затоці, де на спінінг була спіймана рекордна особина вагою понад 60 кг. М'ясо має чудовий смак. 

## Кобія як об'єкт рибогосподарства
Як об'єкт риболовства кобія становить незначну частину промислового улову: у природі це риба самітник. Але бурхливі темпи її росту - вона зростає майже вдесятеро швидше, ніж більшість інших видів риб - зробили її популярною серед фермерів. З початку 2000-х років стали активно почали вирощувати на рибних фермах Південно-Сх ідної Азії, біля берегів КНР і Тайваню. Як і лосось, вона містить багато  незамінних омега-3-жирних кислот, а її ніжне, маслянисте біле філе є дуже популярним серед найвибагливіших кухарів .
Розведення риби для вирішення продовольчої проблеми людства має ту перевагу, що рибам порівняно з худобою потрібно менше кормів, тому що вони холоднокровні і потребують менше енергії для руху.  